# دوري جزر فارو الممتاز 1942
دوري جزر فارو الممتاز 1942 هو موسم من دوري جزر فارو الممتاز. فاز فيه نادي كلاكسفيك.